# 都賀町
都賀町（つがまち）は、かつて栃木県南部に位置し、下都賀郡に存在していた町である。

## 歴史

### 沿革
- 1889年4月1日 - 町村制施行。家中村（いえなかむら）、赤津村（あかつむら）が発足。
- 1955年4月1日 - 家中村・赤津村が合併、都賀村となる。
- 1963年11月3日 - 町制施行、都賀町となる。
- 1992年7月1日 - 上都賀郡西方村と境界変更。
- 1998年12月1日 - 上都賀郡西方町と境界変更。
- 2001年7月1日 - 栃木市と境界変更。
- 2005年2月1日 - 栃木市と境界変更。
- 2010年3月29日 - 栃木市、大平町、藤岡町と合併し、新・栃木市の一部となり消滅。

### 合併に向けた動き
- 2007年6月に栃木地区1市5町（栃木市・大平・岩舟・藤岡・都賀・西方町）での合併に向けての首長懇談会が設置された。
- 2007年11月の県市町村合併推進審議会において栃木地区1市5町（同上）での合併、及び栃木地区1市5町に小山市・野木町を加えた2市6町での合併の2案を併記し、このうち栃木地区1市5町での合併を先行させる答申が決定された。

## 行政
- 町長
  - 杉山金市郎
  - 青木富士夫（2006年から）

## 教育
中学校
- 都賀町立都賀中学校

小学校
- 都賀町立赤津小学校
- 都賀町立家中小学校
- 都賀町立合戦場小学校

## 交通

### 鉄道路線
- 東武鉄道
  - 日光線：合戦場駅 - 家中駅

### 道路
高速道路
- 東北自動車道・北関東自動車道：栃木都賀ジャンクション
- 東北自動車道：都賀西方パーキングエリア
- 北関東自動車道：都賀インターチェンジ

一般国道
- 国道293号

主要地方道
- 栃木県道3号宇都宮亀和田栃木線
- 栃木県道37号栃木粟野線

その他の県道
- 栃木県道177号上久我都賀栃木線
- 栃木県道221号国谷家中停車場線
- 栃木県道288号大橋家中線
- 栃木県道296号小山都賀線

## 名所・旧跡・観光スポット・祭事・催事
- 花之江の郷 - 植物園
- つがの里
- つがスポーツ公園
- 大柿カタクリの里
- 大柿花山
- 生出宿里の駅
- 磐根神社

## 出身人物
- 渡辺俊介（千葉ロッテマリーンズ投手）
- 小平浪平（日立製作所の創業者）
- 金子勇（物理プログラマー。ファイル共有ソフトWinnyの製作者）